# (5452) 1937 NN
(5452) 1937 NN ist ein Asteroid des inneren Hauptgürtels, der am 5. Juli 1937 vom südafrikanischen Astronomen Cyril V. Jackson in Johannesburg entdeckt wurde.